# يونغين
يونغين هي مدينة في كوريا الجنوبية، تتبع مقاطعة غيونغي، بلغ عدد سكانها 971٬327 نسمة، في 2015، تبلغ مساحتها 591٬360٬000 متر مربع.

## معرض صور

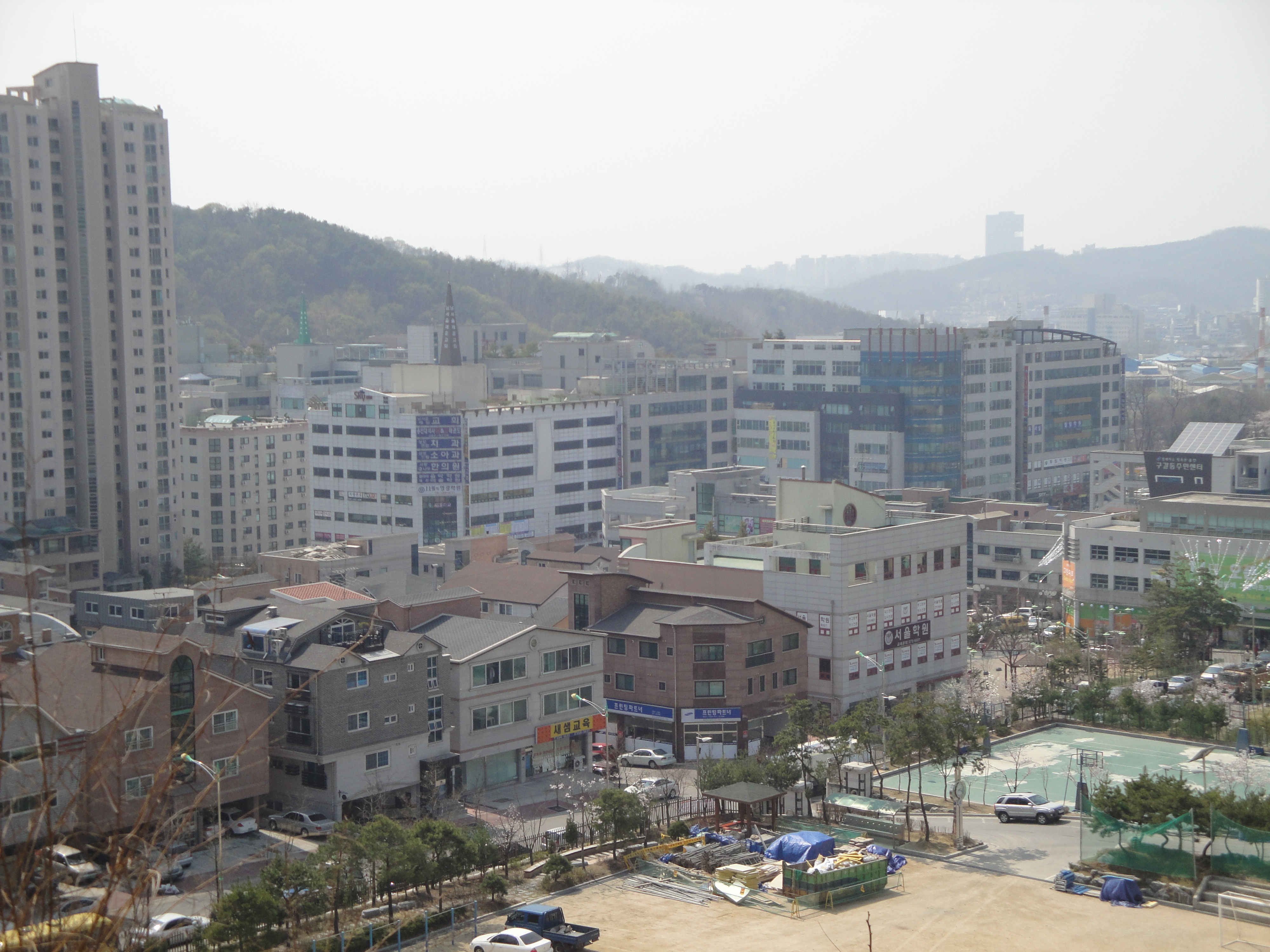
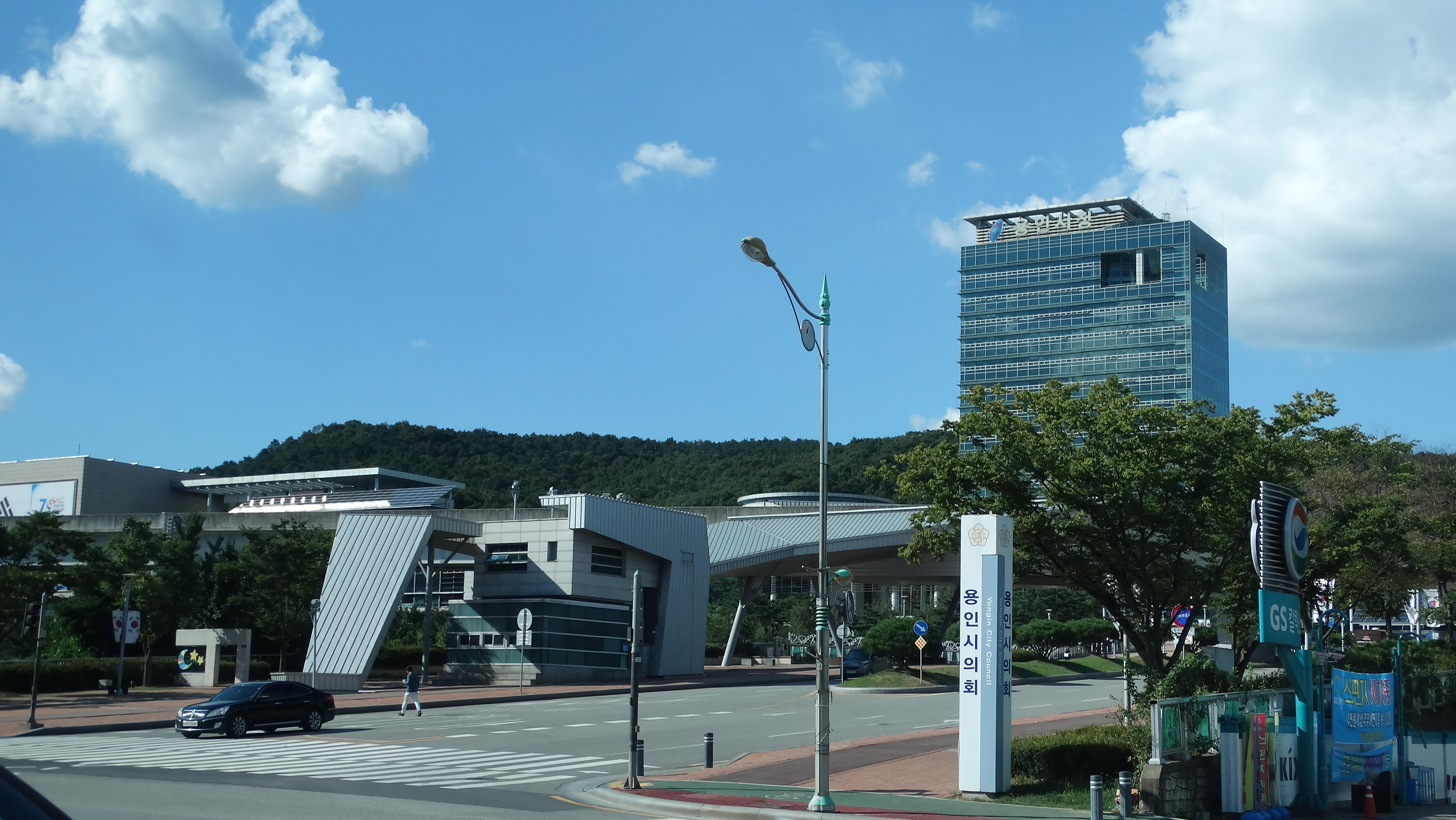
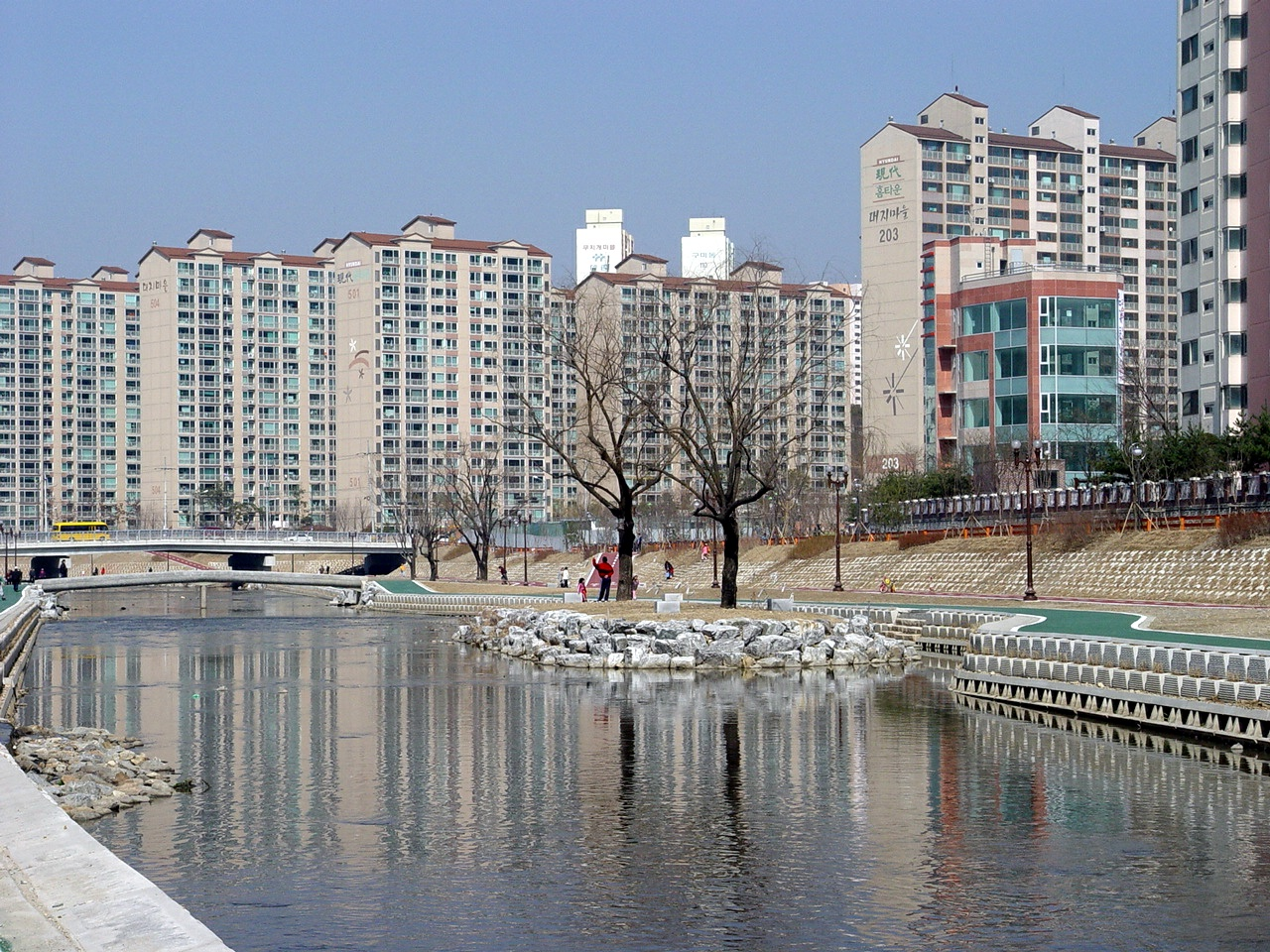

## مدن توأم
المدن التوأم:
- كوتا كينابالو
- قيصرية.

## أعلام
- باك هيونغ شك
- إي سونغ يول
- مينو